# Theo Aeckerle
Richard Theophil Imanuel Aeckerle (* 20. November 1892 in Esslingen; † 3. Januar 1966 ebenda) war ein deutscher Lithograf, Maler, Plastiker und Zeichner. Er war Mitglied der Stuttgarter Sezession, des Stuttgarter Künstlerbundes und der Künstlergilde Esslingen.

## Leben
Aeckerle hatte acht Geschwister und seine Mutter gründete 1900 die „Erste württembergische Haussegenstickerei“, um ihre Familie zu ernähren.
Obwohl er frühzeitig ein Talent im Zeichnen und Malen hatte, wurde er ab 1907 in der Firma J. F. Schreiber als Lithograf ausgebildet und war bis 1915 in dort tätig. 1916 wurde er zum Militärdienst eingezogen und nahm im Ersten Weltkrieg unter anderem beim Fort Vaux an der Schlacht um Verdun teil und geriet bis 1920 in französische Gefangenschaft. Während dieser Zeit entschloss er sich Maler zu werden und nach seiner Entlassung von 1920 bis 1927 bei den Professoren Heinrich Altherr, Christian Landenberger und Arnold Waldschmidt ein Studium an der Akademie der bildenden Künste in Stuttgart zu absolvieren. Hier begegnete er seiner spätere Frau Trude (Gertrud Else Weigel 1905–1991). Als Meisterschüler bekam er ein eigenes Atelier.
1927 richtete er sein Atelier in einem Gartenhaus im Deffner’schen Garten neben der Villa Merkel ein und fertigte Studien nach der Natur an oder zeichnete Straßenbilder von Esslingen und bat seine Besucher, ihm Modell zu sitzen. Von hier aus unternahm er Studienreisen in die Schweiz, nach Italien und Frankreich. Die ehe mit Trude Weigel wurde erst 1933 geschlossen, als sie ihr eigenes Fotogeschäft am Esslinger Bahnhof eröffnet hatte und als Fotografenmeisterin tätig war. Durch eine mutwillig herbeigeführte Lungenentzündung wurde er 1939 bei der Musterung für untauglich erklärt, so dass er nicht zum Militärdienst einberufen wurde. Seine Tochter Hela wurde Weihnachten 1937, sein Sohn Gerd im Juli 1940 geboren. Während des Zweiten Weltkrieges gab es nur wenige Materialien für seine Kunst, so dass er sich der in Ton modellierten Kleinplastik zuwandte.
In den 1950er Jahren machte ihm sein Herzleiden Probleme und er musste seine Tätigkeit mehrmals für Kuraufenthalte unterbrechen. 1953 lehnte er einen Auftrag der Stadt für eine Wandmalerei in der Friedrich-Ebert-Schule ab. 1957 erlitt Aeckerle einen schweren Schlaganfall mit Lähmungserscheinungen, von dem er sich nie mehr ganz erholte. Er starb im Alter von 74 Jahren an den Folgen eines erneuten Herzinfarktes.

## Werke (Auswahl)
Aeckerles Werke sind beeinflusst vom Expressionismus der Stuttgarter Schule (besonders Heinrich Altherr). Die zunächst pathetischen, z. T. sozialkritischen, Arbeiten wurden später formklar vereinfacht. Vorrangig erschuf Aeckerle figurative Kompositionen (Straßen-, Café-, Zirkus-, Alltagsmotive, Akt, Porträt), daneben Tiere, Landschaften, Stadtansichten, Kleinplastiken in Ton und vereinzelt Wandmalerei.
- 1933: Wandgemälde im Palmschen Bau, Esslingen (nach dem Krieg zerstört)
- 1956: Wandgemälde im Jägerhaus, Esslingen

## Ausstellungen (Auswahl)
- 1928: Schwäbische Maler, Offenburg
- 1928: Stuttgarter und Badische Sezession, Stuttgart
- 1929: Stuttgarter und Münchner Sezession, Stuttgart
- 1929: Schwäbische Malerei, Esslingen
- 1932 und 1962: Stuttgarter Sezession, Stuttgart
- 1935: Esslinger Maler und Bildhauer, Esslingen
- 1947: Esslinger Künstler
- 1950: Kalender der Esslinger bildender Künstler mit Original Lithografien
- 1950, 1952, 1955: Esslinger Maler, Esslingen
- 1957: Esslinger Künstler, Göppingen
- 1960: Esslinger Maler und Bildhauer im Landolinshof
- 1962: Zum 70. Geburtstag von Theo Aeckerle, Altes Rathaus Esslingen
- 1976: Retrospektive in der Galerie der Stadt Esslingen, Villa Merkel
- 1987: Stuttgarter Sezession in der städtischen Galerie Böblingen
- 1992: Zum 100. Geburtstag von Theo Aeckerle, Stadthalle Esslingen
- 23. Juni bis 30. September 2007: Zehntscheuer, Balingen[2]